# Dorylus rufescens
Dorylus rufescens är en myrart som beskrevs av Santschi 1915. Dorylus rufescens ingår i släktet Dorylus och familjen myror. Inga underarter finns listade i Catalogue of Life.